# Steintorbrücke (Havelberg)
Die Steintorbrücke ist eine Brücke über den Stadtgraben im Stadtgebiet von Havelberg im Landkreis Stendal in Sachsen-Anhalt.

## Geschichte
Die Stadtinsel von Havelberg wird vom Dombezirk durch den Stadtgraben, einem alten Havelarm und im Westen und Süden von der hier eine Schleife bildenden Havel begrenzt. Zwei Tore mit seitlich kurzen Mauern sicherten die Zugänge zur Stadtinsel. Das Sandauer Tor im Südwesten und Steintor im Norden. Von 1359 bis 1559 war Havelberg Mitglied der Hanse und der Handel der Stadt vollzog sich hauptsächlich auf der schiffbaren Havel und der nahen Elbe sowie auf der alten Handelsstraße die über die Stadtinsel verlief, einem sehr frühen Handelsweg von Magdeburg nach Rostock und weiter nach Osten. Nachweisbar entstanden bereits im Mittelalter Brücken über die Gewässer. Die Steintorbrücke wird 1692 erstmals schriftlich erwähnt. Es darf davon ausgegangen werden das an dieser wichtigen Straßenverbindung zum Steintor schon früher ein Havelübergang bestand. Die erste erwähnte Brücke über den Stadtgraben an dieser Stelle war eine Zugbrücke. Diese Konstruktionsart diente der Passage der Schiffe und auch zur Sicherung der Stadtinsel gegen äußere Feinde. Die damaligen Holzbrücken mussten im Durchschnitt alle dreißig Jahre erneuert werden. Im 19. Jahrhundert verzichtete man auf die Bauform der Zugbrücke, da der Stadtgraben verlandete und für die Schifffahrt nicht mehr nutzbar war. Eine erste feste Steinbrücke mit drei Pfeilern im Stadtgraben entstand 1912/13. Die Brücke wurde zum Kriegsende 1945 zerstört, 1948 wurde sie wiederhergestellt. In den Jahren 2008/09 wurde diese Brücke durch einen Neubau ersetzt, die heutige Steintorbrücke.

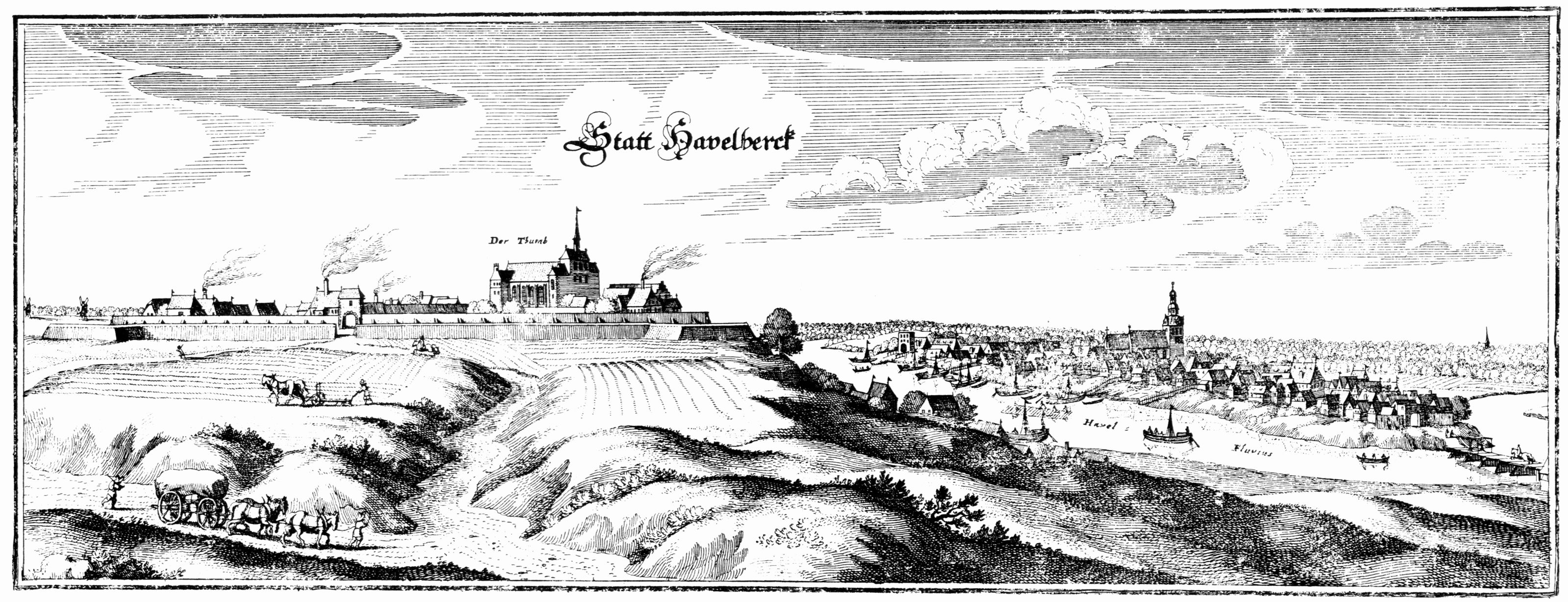
Havelberg um 1650, links der Domberg. Stadtinsel mit Steintorbrücke (?) rechts.

## Karten
- Folke Stender: Redaktion Sportschifffahrtskarten Binnen 1. Nautische Veröffentlichung Verlagsgesellschaft, ISBN 3-926376-10-4.
- W. Ciesla, H. Czesienski, W. Schlomm, K. Senzel, D. Weidner: Schiffahrtskarten der Binnenwasserstraßen der Deutschen Demokratischen Republik 1:10.000. Band 4. Herausgeber: Wasserstraßenaufsichtsamt der DDR, Berlin 1988, OCLC 830889996.